# The Heretics
The Heretics je trinaesti studijski album grčkog ekstremnog metal sastava Rotting Christ. Diskografska kuća Season of Mist objavila ga je 15. veljače 2019. godine.

## Popis pjesama
Tekstovi: Sakis Tolis, osim na pjesmama "Πιστεύω", koju je napisao Nikolaos Kazantzakis, i "The Raven", čiji je tekst preuzet iz pjesme Edgara Allana Poea, glazba: Sakis Tolis.
| 1.    | »In the Name of God«                 | 4:14 |
| 2.    | »Ветры злые« (ruski: "Zli vjetrovi") | 3:13 |
| 3.    | »Heaven and Hell and Fire«           | 4:52 |
| 4.    | »Hallowed Be Thy Name«               | 5:06 |
| 5.    | »Dies Irae«                          | 3:46 |
| 6.    | »Πιστεύω« (grčki: "Vjerujem")        | 3:42 |
| 7.    | »Fire, God and Fear«                 | 4:50 |
| 8.    | »The Voice of the Universe«          | 5:23 |
| 9.    | »The New Messiah«                    | 3:07 |
| 10.   | »The Raven«                          | 5:23 |
| 43:36 |                                      |      |

| Bonus skladba s digipak inačice | Bonus skladba s digipak inačice | Bonus skladba s digipak inačice | Bonus skladba s digipak inačice | Bonus skladba s digipak inačice | Bonus skladba s digipak inačice | Bonus skladba s digipak inačice | Bonus skladba s digipak inačice | Bonus skladba s digipak inačice | Bonus skladba s digipak inačice |
| Br.                             | Skladba                         | Trajanje                        |                                 |                                 |                                 |                                 |                                 |                                 |                                 |
| ------------------------------- | ------------------------------- | ------------------------------- | ------------------------------- | ------------------------------- | ------------------------------- | ------------------------------- | ------------------------------- | ------------------------------- | ------------------------------- |
| 11.                             | »The Sons of Hell«              | 4:18                            |                                 |                                 |                                 |                                 |                                 |                                 |                                 |
| 47:54                           |                                 |                                 |                                 |                                 |                                 |                                 |                                 |                                 |                                 |

| Skladbe s gramofonske ploče objavljene u posebnoj inačici | Skladbe s gramofonske ploče objavljene u posebnoj inačici | Skladbe s gramofonske ploče objavljene u posebnoj inačici | Skladbe s gramofonske ploče objavljene u posebnoj inačici | Skladbe s gramofonske ploče objavljene u posebnoj inačici | Skladbe s gramofonske ploče objavljene u posebnoj inačici | Skladbe s gramofonske ploče objavljene u posebnoj inačici | Skladbe s gramofonske ploče objavljene u posebnoj inačici | Skladbe s gramofonske ploče objavljene u posebnoj inačici | Skladbe s gramofonske ploče objavljene u posebnoj inačici |
| Br.                                                       | Skladba                                                   | Trajanje                                                  |                                                           |                                                           |                                                           |                                                           |                                                           |                                                           |                                                           |
| --------------------------------------------------------- | --------------------------------------------------------- | --------------------------------------------------------- | --------------------------------------------------------- | --------------------------------------------------------- | --------------------------------------------------------- | --------------------------------------------------------- | --------------------------------------------------------- | --------------------------------------------------------- | --------------------------------------------------------- |
| 11.                                                       | »The Sons of Hell«                                        | 4:18                                                      |                                                           |                                                           |                                                           |                                                           |                                                           |                                                           |                                                           |
| 12.                                                       | »Phobos«                                                  | 4:12                                                      |                                                           |                                                           |                                                           |                                                           |                                                           |                                                           |                                                           |
| 8:30                                                      |                                                           |                                                           |                                                           |                                                           |                                                           |                                                           |                                                           |                                                           |                                                           |

## Zasluge
| Rotting Christ - Sakis Tolis – vokali, gitara, bas-gitara, klavijature, udaraljke, produkcija - Themis Tolis – bubnjevi Ostalo osoblje - Tony Lindgren – mastering - Vyacheslav Smishko – ilustracije - George Emmanuel – inženjer zvuka - Maximos Manolis – naslovnica - Jens Bogren – miksanje | Dodatni glazbenici - Stelios Steele – recitacija (na skladbama 1, 4 i 10) - Alexis Karamelis – prateći vokali (na skladbi "Πιστεύω") - Stratis Steele – zborski vokali - Alexandros Louziotis – zborski vokali - Giannis Stamatakis – zborski vokali - Theodoros Aivaliotis – zborski vokali - Nikos Velentzas – udaraljke - Stamatis Ampatalis – udaraljke - Vasilis Koutsoyflakis – udaraljke - Manos Six – udaraljke - Irina Zybina – dodatni vokali (na skladbi "Ветры злые") - Dayal Patterson – recitacija (na skladbama 3 i 7) - Melechesh Ashmedi – (na skladbi "The Voice of the Universe") |